# Ratiba El-Hefny
Ratiba Hefny (árabe رتيبة الحفنى) (nacida en 1931 en El Cairo, Egipto, murió el 16 de septiembre de 2013) fue una egipcia y una cantante de ópera internacional (soprano) que ha actuado en más de 500 representaciones de ópera. Era la decana del Instituto Superior de Música árabe en El Cairo. Ella se convirtió en la directora de la Ópera de El Cairo en 1988. 
Creció en una familia de músicos, su padre Mohamed Ahmed El-Hefny ha escrito más de 45 libros sobre la música, y su abuela materna era de origen alemán, que también era una cantante de ópera alemana. Ratiba comenzó a tocar el piano a la edad de cinco años.
También dio su voz a Blancanieves en Blancanieves y los Siete Enanitos.

## Educación
- Diploma, Instituto Superior de Profesores de Música (Facultad de Educación Musical en la actualidad), en 1950.
- Estudios de posgrado en folklore de la Universidad Humboldt de Berlín, desde 1954 hasta 1968.
- Diplomado en educación y dirección del coro del Instituto de canto operístico de Kreiner, Luxemburgo, Alemania, en 1955.
- La más alta calificación especialización en canto operístico de la Escuela Superior de Música en Munich, Alemania, en 1955, (el equivalente egipcio de un doctorado)

## Carrera
- Profesor en el Graduate Institute para profesores de música, en 1950.
- Asignación del rector en el Instituto de Música Árabe (Sección de niñas) en el proceso de establecimiento de la primera, en 1951.
- Gestión del Decanato del Instituto y posteriormente fue transferido al Instituto Superior de Música Árabe, y en 1962 fue nombrado Decano del Instituto después de que se convirtió - en una filial del Ministerio de Cultura, y la Academia de Artes durante 29 años
- Presidente de la Casa de Música y Ópera Artística en 1980.
- Nuevo nombramiento como Decano del Instituto Superior de Música Árabe, en 1986.
- Presidente del Centro Cultural Nacional (Ópera de El Cairo) desde junio de 1988 hasta marzo de 1990.
- Profesor a tiempo completo de la Academia de Artes (Instituto Superior de Música Árabe).
- Asesor Técnico del Presidente del Comité del Centro Cultural Nacional (Ópera de El Cairo).
- Presidente de la Sociedad Árabe de Música de la Liga de los Estados Árabes.
- Miembro de los Consejos Especializados Nacionales.
- Supervisor del Centro de Desarrollo de Talento de la Ópera de El Cairo.

## Logros
- Estableció el primer coro de niños en Egipto, en 1961.
- Umm Kulthum Ensemble de música árabe.
- Establecido de canciones religiosas Ensemble.
- Fundó el National Arab Music Ensemble.
- Fundó el Coro de Niños de la Ópera de El Cairo.
- Contribuyó al establecimiento del Instituto Superior de Arte Musical (Kuwait) por un período de 13 años.

## La Literatura Científica

### tiene muchas de las obras, incluyendo:
- Solfege, Kuwait, en 1977.
- Mohammed Abdel Wahab, El Cairo, 1991.
- Enciclopedia de música suave para niños (parte 50), Egipto - Líbano, en 1992.
- Mohamed El Qasabgi.
- Supervisión de la música en el segundo programa de la radio egipcia en 1957 hasta 1960.
- La preparación y presentación del programa global de TV de música desde 1960.
- La preparación de la serie de la enseñanza musical para los niños consisten de 30 programas por nombre de la melodía perdida. *Preparación y *presentó un programa de música - en la televisión egipcia durante 22 años.
- Participación en el torneo de Óperas papeles en Egipto y en algunas capitales de Europa y América.
- Preparación de imágenes líricas de banderas, especialmente música y canto de (Mohamed El Qasabgi- Sayed Darwish- Sayed Mekawy ), dentro del Festival de Música Árabe.

## Premios y Honores
Premio estatal egipcio de incentivos en artes y letras del Consejo Supremo de Cultura, en 2004. El 2 de diciembre de 2017, Google mostró un Doodle en pocos países para el 86.º cumpleaños de Ratiba El-Hefny.

## Tributo
El 2 de diciembre de 2017, Google dedicó un Doodle a la cantante para el 86.º aniversario de su nacimiento. El Doodle llegó a todos los países del mundo árabe.